# Бабін (Пижицький повіт)
Бабін (пол. Babin) — село в Польщі, у гміні Белиці Пижицького повіту Західнопоморського воєводства.
Населення — 456 осіб (2011).
У 1975-1998 роках село належало до Щецинського воєводства.

## Демографія
Демографічна структура станом на 31 березня 2011 року:
|          | Загалом | Допрацездатний вік | Працездатний вік | Постпрацездатний вік |
| -------- | ------- | ------------------ | ---------------- | -------------------- |
| Чоловіки | 238     | 60                 | 153              | 25                   |
| Жінки    | 218     | 49                 | 128              | 41                   |
| Разом    | 456     | 109                | 281              | 66                   |